# −۱
۱- یا منفی یک، از اعداد صحیح و قرینه عدد ۱ است. یعنی در صورت جمع با ۱، حاصل‌جمع برابر ۰ خواهد بود.

## ویژگی‌ها
- حاصل‌ضرب هر عدد در -۱ برابر با قرینه همان عدد خواهد بود:

{\displaystyle x+(-1)\cdot x=1\cdot x+(-1)\cdot x=(1+(-1))\cdot x=0\cdot x=0}
- مجذور -۱ (حاصل‌ضرب آن در خود) برابر با ۱ است.

{\displaystyle (-1)\cdot (-1)=1}
- ریشه دوم -۱ برابر با یکه موهومی است.

{\displaystyle {\sqrt {-1}}=i}